# تداول من الداخل
التداول الداخلي هو تداول أسهم الشركة العامة أو الأوراق المالية الأخرى (مثل الأسناد أو خيارات الأسهم) من قبل الأفراد الذين لديهم إمكانية الوصول إلى معلوماتٍ غير عامةٍ عن الشركة. في بلدانٍ عدةٍ وبعض أنواع التجارة فإن التداول على أساس المعلومات من الداخل يعد غير قانوني، لأنه غير عادلٍ للمستثمرين الآخرين ممن لا يحظون بإمكانية الوصول إلى المعلومات، فالمستثمر مع المعلومات من الداخل يمكن أن يحقق أرباحاً أكبر بكثير لا يمكن لمستثمرٍ نموذجيٍّ أن يحققها.
يدّعي واضعو إحدى الدراسات أن التداول غير القانوني من الداخل يرفع تكلفة رأس المال لمصدري الأوراق المالية، مما يضعف النمو الاقتصادي العام. ومع ذلك ذهب بعض الاقتصاديين إلى أنه ينبغي السماح بالتداول من الداخل، وأنه يمكن في الواقع أن يفيد الأسواق. 
عادةً ما يسمح بالتداول من قبل بعض المعنيين بالتداول الداخلي -كالموظفين- طالما كان لا يعتمد على معلوماتٍ جوهريةٍ غير متاحةٍ في الملكية العامة. يتطلب العدید من الولایات القضائیة الإبلاغ عن مثل ھذا التداول بحیث یمکن مراقبة المعاملات. في الولايات المتحدة والعدید من الولایات القضائیة الأخرى یجب الإبلاغ عن التداول الذي یقوم به موظفو الشرکات أو الموظفون الرئیسیون أو المدیرون أو المساھمون الھامون إلی الجھة التنظیمیة أو الإفصاح عنھا علناً، وفي غضون بضعة أیام -عادةً- يتم تنفيذ تلك الصفقة. في الولايات المتحدة يُطلب في مثل هذه الحالات من المتداولين المطلعين على المعلومات الداخلية تقديم استمارة 4 مع لجنة الأوراق المالية والبورصات الأمريكية عند شراء أو بيع أسهم شركاتهم الخاصة.
القواعد التي تحكم التجارة الداخلية معقدة وتتفاوت كثيراً من بلدٍ لآخر، ويختلف نطاق الإنفاذ أيضاً من بلدٍ إلى آخر. يمكن أن يكون تعريف مصطلح «داخلي» في ولايةٍ قضائيةٍ واسعاً، وقد لا يشمل فقط المطلعين أنفسهم، بل كذلك الأشخاص ذوي الصلة بهم، كالسماسرة والزملاء، وحتى أفراد الأسرة. يمكن للشخص الذي يملك معلوماتٍ غير علنيةٍ (عامةٍ)، وتداولٍ بني على هذا الأساس أن يكون مذنباً.

## النطاق غير القانوني
توجد في معظم الولايات القضائية في جميع أنحاء العالم قواعد تحظر أو تجرم التداول من الداخل بناءً على المعلومات المادية غير العامة (بهاتشاريا وداوك، 2002)، ولكن التفاصيل والجهود المبذولة لتنفيذ تلك القوانين تختلف اختلافاً كبيراً. في الولايات المتحدة تتناول المادتان 16 (ب) و 10 (ب) من قانون سوق الأوراق المالية لعام 1934 بشكلٍ مباشرٍ وغير مباشرٍ التداول الداخلي. أصدر الكونغرس الأمريكي هذا القانون بعد انهيار سوق الأسهم عام 1929 حيث يُنظر إلى الولايات المتحدة عموماً بأنها تبذل أشد الجهود جديةً لإنفاذ قوانينها التجارية الداخلية، فإن النطاق الأوسع للتشريع النموذجي الأوروبي يوفر إطارا أكثر صرامة ضد الاتجار غير المشروع من الداخل. في الاتحاد الأوروبي والمملكة المتحدة تخضع جميع المعلومات المتعلقة بالبيانات غير العامة، وضمن الخشية من إساءة استعمال السوق، إلى حدٍّ أدنى من العقوبات المدنية والعقوبات الجنائية الممكنة. تقع على عاتق هيئة السلوك المالي في المملكة المتحدة مسؤولية التحقيق في التعاملات الداخلية ومحاكمتها، والتي يحددها قانون العدالة الجنائية لعام 1993.

### تعريف «من الداخل»
في الولايات المتحدة وكندا وأستراليا وألمانيا، ولأغراض الإبلاغ الإلزامي، يُعرّف المطلعون على الشركات على أنهم ضباط الشركة والمديرون وذوو أصحاب فائدة لأكثر من 10٪ من الأوراق المالية للشركة. تعد الصفقات التي تقوم بها هذه الأصناف من المطلعين في أسهم الشركة -استناداً إلى المعلومات المادية غير العامة- مزورةً لأن أولئك المطلعين ينتهكون الواجبات الائتمانية التي يلتزمون بها اتجاه المساهمين. إن المطلعين على الشركات التزموا -ببساطةٍ عن طريق قبول العمل- بالمسؤولية القانونية أمام المساهمين لرعاية مصالح هؤلاء المساهمين في المسائل المتعلقة بالمؤسسة. عندما يقوم المطلعون بشراء أو بيع على أساس المعلومات المملوكة للشركة فإنهم ينتهكون التزامهم تجاه المساهمين.
على سبيل المثال قد تحدث تجارة غير قانونيةٍ من الداخل، إذا علم الرئيس التنفيذي للشركة (أ) قبل الإعلان العام (بأن الشركة) أ ستستحوذ على الأسهم ثم تقوم بشراء الأسهم في الشركة) أ (مع العلم بأن سعر السهم من المرجح أن يرتفع).
لا يقتصر «المطلعون» في الولايات المتحدة والعديد من الولايات القضائية الأخرى على مسؤولي الشركات والمساهمين الرئيسين فقط، حيث يتعلق الأمر بالتداول غير المشروع من الداخل، ولكن يمكن أن يشمل أي فردٍ يتاجر بالأسهم استناداً إلى معلوماتٍ ماديةٍ غير علنيةٍ في انتهاك بعض الواجبات من الثقة. ينسب هذا الواجب -على سبيل المثال- في العديد من الولايات القضائية لحالاتٍ يكون فيها «نصائح» جرى تسريبها من الداخل من صديقٍ من داخل الشركة يعرف معلوماتٍ غير عامةٍ من المرجح أن يكون لها تأثير على سعر سهم الشركة، يرجع واجب الاتحاد في داخل الشركة المستحقة الآن إلى صديق ينتهك حقوق الشركة وواجبه نحو الشركة إذا كان يتداول على أساس هذه المعلومات.

### المسؤولية
لا يمكن تجنب المسؤولية عن انتهاكات التجارة الداخلية عموماً عن طريق تمرير المعلومات في مقولة «أنا أحمي ظهرك، وأنت تحمي ظهري» أو ترتيب الاستبدال إذا كان الشخص الذي تلقى المعلومات على علمٍ أو ينبغي أن يكون على علمٍ بأن المعلومات غير المادية هي معلوماتٌ غير عامةٍ. في الولايات المتحدة أشارت محكمة واحدة على الأقل إلى أن الجهة المطلعة التي تصدر معلوماتٍ غير علنيةٍ يجب أن تكون قد فعلت ذلك لغرضٍ غير لائقٍ (غير قانوني). في حالة الشخص الذي يتلقى معلوماتٍ من الداخل (العميل) أو (التيبي) (الإنجليزية: Tippee)، يجب أن يكون التيبي أيضاً على علمٍ بأن المعلومات التي يسربها من داخل شركته هي لغرضٍ غير لائقٍ.
جادل أحد المعلقين بأنه إذا لم يتاجر الرئيس التنفيذي لشركةٍ ما بالتداول في أخبار الاستحواذ التي لم يكشف عنها، ولكنه قام بدلاً من ذلك بنقل المعلومات إلى شقيق زوجته الذي تداول فيها، فإن التداول غير المشروع من الداخل ما زال يحدث (وإن كان بالوكالة عن طريق تمريره إلى «شخص ليس من داخل الشركة» كي لا يقوم الرئيس التنفيذي للشركة بتوسيخ يديه (يدين نفسه)).

### نظرية الاختلاس
هناك نظرة جديدة على التجارة الداخلية؛ نظرية الاختلاس، وهي الآن مقبولة في قانون الولايات المتحدة ينص على أن أي شخص يسيء استخدام معلومات صاحب العمل أو يتاجر في تلك المعلومات في أي مخزون (إما مخزون صاحب العمل وإما أسهم الشركة المتنافسة) قد يكون مذنباً بالتجارة الداخلية.

### إثبات المسؤولية
قد يكون من الصعب إثبات أن شخصا ما مسؤول عن التجارة لأن التجار قد يحاولون إخفاء المرشحين والشركات الخارجية وغيرها من الوكلاء. تتقاضى لجنة الاوراق المالية والبورصات أكثر من 50 قضية كل عام، حيث يتم تسوية الكثير منها اداريا خارج المحكمة. المجلس الأعلى للتعليم والعديد من البورصات يقوم بمراقبة نشاط التداول، ويبحث عن النشاطات المشبوهة. ليس لدى المجلس الأعلى للرقابة سلطة إنفاذ جنائية، ولكنه يمكن أن يحيل مسائل خطيرة إلى مكتب المدعي العام الأمريكي لمزيد من التحقيق والملاحقة القضائية.

### التجارة بالمعلومات بشكل عام
في الولايات المتحدة ومعظم الولايات القضائية غير الأوروبية ليس كل التداول على المعلومات غير العامة هو تداول غير مشروع داخليا. على سبيل المثال، شخص في مطعم يسمع الرئيس التنفيذي للشركة A في الجدول التالي يقول للمدير المالي أن أرباح الشركة ستكون أعلى مما كان متوقعا، فعند سماع هذا يقوم هذا الشخص الذي سمع حديثهما بشراء الأسهم فإن فعل هذا فهو لا يصنف على أنه شخص مذنب بالتجارة الداخلية بالمعلومات، إلا إذا كان له أو لها بعض الارتباط الأوثق مع الشركة أو ضباط الشركة. مع ذلك، حتى في الحالات التي يكون فيها العميل نفسه من الداخل، حيث يعرف (التيبي) أن المعلومات غير علنية ويتم دفع مبلغ من المال من أجل الحصول على تلك المعلومات، أو يتلقى مبلغا كفائدة لإعطائها، وتلك الحادثة هي في نطاق الاختصاص التجاري غير قانونية.
على الرغم من ذلك، يتم تقديم معلومات عن عرض المناقصة (عادة فيما يتعلق بالاندماج أو الاستحواذ) إلى مستوى أعلى. إذا تم الحصول على هذا النوع من المعلومات (بشكل مباشر أو غير مباشر) وهناك سبب يدعو إلى الاعتقاد بأنها غير عامة، فإن من الواجب الكشف عنها أو الامتناع عن التجارة بها.
تتوقف العقوبة على التجارة الداخلية على عدة عوامل مختلفة. هناك ثلاثة عوامل رئيسية يمكن تحديدها. وفقا للولايات القضائية، قد تكون هناك عقوبات مدنية أو جنائية، أو كلتيهما.
- النطاق - كم عدد الأشخاص الذين تأثروا بالأفعال الخاطئة؟
- المكسب - ما هو المبلغ الذي اكتشبه الشخص الذي تاجر بمعلومات الشركة من الداخل؟، سواء بشكل مباشر أو كدليل؟ حيث هناك تيبستر والتيبي، كم جنى التيبي من الصفقة؟
- الأدلة - أي شخص اتهم بريء حتى تثبت إدانته. يقع عبء الإثبات على عاتق الادعاء. إذا لم يكن أحد «يتلقي رشوة»، أو إذا لم يكن هناك راشي، فإن الادعاء يواجه صعوبة في إثبات الذنب. يؤدي ذلك إلى نقل الملاحقة القضائية عن التهم الجنائية، وبدلا من ذلك اختيار متابعة الاتهامات المدنية.

في الولايات المتحدة بالإضافة إلى العقوبات المدنية، قد يتعرض التاجر أيضا للملاحقة الجنائية بسبب الاحتيال أو حيث تم كسر أنظمة (إس إ سي)، فإن الولايات المتحدة يمكن أن تدعى وزارة العدل (دي أو جي) لإجراء تحقيق متساوي مستقل. إذا وجدت وزارة العدل مخالفات جنائية، يجوز للإدارة أن تقدم تهم جنائية.

### التعقب
بما أن المطلعين مطالبون بالإبلاغ عن صفقاتهم، فإن الآخرين غالبا ما يتتبعون هؤلاء التجار، وهناك مدرسة للاستثمار تتبع زمام الأمور. يتبع اتباع هذه الأوامر المخاطرة بأن يقوم أحد المطلعين داخليا بالشراء خصيصا لزيادة ثقة المستثمرين أو إجراء عملية بيع لأسباب لا علاقة لها بصحة الشركة (مثل الرغبة في توظيف المال أو دفع مصروفات شخصية).

## النطاق القانوني
الصفقات القانونية بواسطة المطلعين على المعلومات بداخل الشركة شائعة، حيث أن موظفي الشركات المتداولة في الأسواق العامة لديهم في كثير من الأحيان خيارات الأسهم أو الأسهم نفسها. تعلن هذه الصفقات في الولايات المتحدة من خلال إيداعات لجنة الأوراق المالية والبورصات، ولا سيما استمارة 4.
  أوضحت القاعدة 10b5-1 الصادرة من مجلس الشيوخ الأمريكي أن الحظر المفروض على التجارة من الداخل لا يتطلب دليلا على أن المطلع الداخلي قد استخدم معلومات فعلية غير معلنة فعليا عند إجراء التداول بها؛ فإن حيازة هذه المعلومات وحدها كافية لانتهاك الحكم، وسوف يستنتج المجلس الأعلى للتعليم أن أحد المطلعين على المعلومات المادية غير المعلنة يستخدم هذه المعلومات عند إجراء التجارة. مع ذلك، فإن القاعدة 10b5-1 من (إس إ سي) قد خلقت أيضا للمطلعين دفاعا إيجابيا إذا كان بإمكان المطلع أن يثبت أن الصفقات التي أجريت بالنيابة عن المطلعين قد أجريت كجزء من عقد موجود مسبقا أو خطة ملزمة مكتوبة للتداول في المستقبل.
على سبيل المثال، إذا كان من بداخل الشركة يتوقع أن يتقاعد بعد فترة محددة من الوقت، وكجزء من التخطيط للتقاعد، قام المطلع على المعلومات بالداخل بتنفيذ خطة ملزمة مكتوبة لبيع كمية معينة من أسهم الشركة كل شهر لمدة عامين، ومن الداخل في وقت لاحق يأتي في حيازة المعلومات غير المعلنة المادية عن الشركة، الصفقات على أساس الخطة الأصلية قد لا تشكل التجارة الداخلية المحظورة.

## القانون الأمريكي
حتى القرن الحادي والعشرين وأسواق الاتحاد الأوروبي تسيء للقوانين، كانت الولايات المتحدة البلد الرائد في حظر التجارة الداخلية على أساس المعلومات المادية غير العامة.توماس نيوكيرك وميليسا روبرتسون من لجنة الأوراق المالية والبورصات الأمريكية (إس إ سي) يلخصان تطوير قوانين التجارة الداخلية الأمريكية. تتعرض التجارة الداخلية إلى مستوى جريمة أساسي يبلغ 8، وهو ما يضعه في المنطقة «أ» بموجب إرشادات إصدار الأحكام الأمريكية. هذا يعني أن المجرمين لأول مرة مؤهلون للحصول على الاختبار (الفرصة) بدلا من السجن.

### الشكل التشريعي
تستند محظورات التجارة الداخلية في الولايات المتحدة على حظر القانون العام الإنجليزي والأمريكي ضد الاحتيال. في عام 1909، قبل صدور قانون بورصة الأوراق المالية بفترة وجيزة، قضت المحكمة العليا للولايات المتحدة بأن مدير الشركة الذي اشترى أسهم تلك الشركة عندما كان يعرف سعر السهم كان على وشك زيادة الاحتيال المرتكب من خلال شراءه ولكن لم يكشف عن معلوماته الداخلية.
القسم 15 من قانون الأوراق المالية لعام 1933 تضمن حظر الغش في بيع الأوراق المالية التي عززت بشكل كبير بواسطة قانون سوق الأوراق المالية لعام 1934.
تحظر المادة 16 (ب) من قانون سوق الأوراق المالية لعام 1934 الأرباح القصيرة (من أي مشتريات ومبيعات في غضون فترة ستة أشهر) التي يقوم بها مديرو الشركات أو المسؤولون أو أصحاب الأسهم الذين يمتلكون أكثر من 10 في المائة من أسهم الشركة. بموجب المادة 10 (ب) من قانون 1934، تحظر المادة 10 (ب) من المادة 5 من قانون الشركات التجارية الدولية الاحتيال المتعلق بتداول الأوراق المالية.
ينص قانون جزاءات التجارة الداخلية لعام 1984 وقانون إنفاذ قانون الاحتيال على تجارة المطلعين والأوراق المالية لعام 1988 على فرض عقوبات على الاتجار غير المشروع من الداخل يصل إلى ثلاثة أضعاف مقدار الربح المكتسب أو الخسارة التي تم تجنبها من الاتجار غير المشروع.

### قوانين (إس إ سي)
يقتضي تنظيم لجنة الأوراق المالية والبورصة «الإبلاغ العادل» أنه إذا قامت الشركة عن قصد بالإبلاغ عن معلومات غير علنية جوهرية لشخص واحد، فعليها أن تكشف في نفس الوقت عن تلك المعلومات للجمهور عامة. وفي حالة الكشف غير المتعمد عن المعلومات المادية غير العامة لشخص واحد، يجب على الشركة أن تقوم بالإبلاغ العلني «فورا». 
  يتم تنظيم التجارة الداخلية، أو الممارسات المماثلة، من قبل المجلس الأعلى للتعليم بموجب قواعده بشأن عمليات الاستحواذ وعروض العطاء بموجب قانون ويليامز.

### قرارات المحاكم
نشأ الكثير من تطور قانون التجارة الداخلية من قرارات المحاكم.
في عام 1909، حكمت المحكمة العليا في الولايات المتحدة في قضية سترونج ضد شركة (ريبدي) أن المدير الذي يتوقع أن يتصرف بطريقة تؤثر على قيمة الأسهم لا يمكن استخدام تلك المعرفة للحصول على أسهم من أولئك الذين لا يعرفون من العمل المتوقع. على الرغم من ذلك فإن العلاقات العادية بين المدراء والمساهمين في شركة أعمال ليست طبيعية بحسب نظام الوكالة، على وجه العموم، فإنه يجب على المدير أن يكشف للمساهم المعرفة العامة التي قد يمتلكها عن قيمة أسهم الشركة قبل أن يشتري أي من المساهمين، ولكن هناك حالات حيث، بسبب الحقائق الخاصة، يوجد هذا الواجب.
في عام 1968، قدمت محكمة الاستئناف الثانية للدائرة نظرية «تكافؤ الفرص» للتداول الداخلي في (إس إ سي) ضد شركة (خليج الكبريت). وذكرت المحكمة أنه يتعين على أي شخص بحوزته معلومات داخلية أن يكشف عن المعلومات أو يمتنع عن التداول. كان ضباط شركة تكساس للكبريت الخليجي قد استخدموا معلومات داخلية حول اكتشاف منجم (كيه أي دي دي) لتحقيق الأرباح عن طريق شراء الأسهم وخيارات الاتصال على أسهم الشركة.
في عام 1984، قضت المحكمة العليا في الولايات المتحدة في قضية أن (التيبي) (يستقبل المعلومات) يكون مسؤولا إذا كان لديهم سبب للاعتقاد بأن الوثيقة الائتمانية قد خرقت في الكشف عن المعلومات السرية. أحد الأمثلة على ذلك هو أن يتلقى المطلع على المعلومات أي فائدة شخصية من الكشف، مما ينتهك واجبه بالولاء للشركة. في ديركس، تلقى «التيبي» معلومات سرية من الداخل، وهو موظف سابق في الشركة. السبب الداخلي للكشف عن المعلومات ينسب إلى التيبي، والسبب هو أن التيبي كشف عن المعلومات لأطراف ثالثة، وكان هو السبب لحدوث الاحتيال واسع النطاق في الشركة. نتيجة لجهود التيبي تم الكشف عن الغش، وذهبت الشركة إلى الإفلاس، ولكن، في حين أن المرتشي أعطى المعلومات «الداخلية» للعملاء الذين حققوا أرباحا من المعلومات، قضت المحكمة العليا الأمريكية أن المرتشي لا يمكن أن يكون مسؤولا بموجب قوانين الأوراق المالية الاتحادية - لسبب بسيط أن الداخل ممن تلقى المعلومات لم يكن الإفراج عن المعلومات لغرض غير لائق (منفعة شخصية)، ولكن بدلا من ذلك لغرض كشف الاحتيال. قررت المحكمة العليا أن التيبي لم يكن يمكن أن يساعد ويحرض على انتهاك قانون الأوراق المالية التي ارتكبها من الداخل - لسبب بسيط هو أن أي انتهاك لقانون الأوراق المالية قد ارتكب من داخل الشركة.
في ديركس، أطلقت المحكمة العليا أيضا تعريفا لمفهوم «دخلاء بناءون»، وهم محامون ومصرفيون واستثماريون وغيرهم ممن يتلقون معلومات سرية من شركة مع تقديم الخدمات إلى المؤسسة. المطلعون البناءون مسؤولون أيضا عن انتهاكات التجارة الداخلية بالمعلومات إذا كانت الشركة تتوقع أن تظل المعلومات سرية، لأنهم يكتسبون الواجبات الائتمانية من الداخل الحقيقي.
توسع التحقيق فيها بسبب مسؤولية التداول من الداخل في (إس إ سي) ضد ماتريا 745 F.2d 197 (2d (سير 1984)، هي القضية التي قدمت لأول مرة نظرية اختلاس المسؤولية عن التداول من الداخل. تبين أن ماتيريا، وهي شركة مصححة للطباعة المالية، ومن الواضح أنها ليست داخلية بأي تعريف، حددت هوية أهداف الاستيلاء على أساس وثائق فحص العطاءات المطبعية أثناء العمل. بعد محاكمة استمرت أسبوعين، رأت المحكمة المحلية أن التيبي مسؤول عن التداول من الداخل، وأكدت محكمة الاستئناف الثانية للدائرة أن سرقة المعلومات من صاحب العمل، واستخدام تلك المعلومات لشراء أو بيع الأوراق المالية في كيان آخر، تشكل احتيال فيما يتعلق بشراء أو بيع الأوراق المالية. ولدت نظرية التملك غير المشروع للتداول من الداخل، كما توسعت المسؤولية لتشمل مجموعة أكبر من الغرباء.
 في الولايات المتحدة ضد كاربنتر (1986) ذكرت المحكمة العليا في الولايات المتحدة حكما سابقا في حين أيدت بالإجماع البريد والإدانات بالاحتيال بالأسلاك للمدعى عليه الذي تلقى معلوماته من صحفي وليس من الشركة نفسها. أدين أيضا الصحفي ر. فوستر وينانز، على أساس أنه قد اختلس معلومات تخص صاحب العمل، صحيفة وول ستريت. في هذه القضية التي تم نشرها على نطاق واسع، تداول وينانز قبل أعمدة «هيرد أون ذي ستريت» التي تظهر في المجلة.
ذكرت المحكمة في كاربنتر: «من الثابت تماما، كاقتراح عام، أن الشخص الذي يكتسب المعرفة الخاصة أو المعلومات بحكم علاقة سرية أو ائتمانية مع آخر ليست حرة لاستغلال تلك المعرفة أو المعلومات لمصلحته الشخصية ولكن يجب أن تحسب لمديره لأية أرباح مستمدة منه».
ومع ذلك، في دعم احتيال الأوراق المالية (التداول من الداخل).
في عام 1997، اعتمدت المحكمة العليا في الولايات المتحدة نظرية اختلاس التجارة الداخلية في الولايات المتحدة ضد أوهاغان، 521 الولايات المتحدة 642، 655 (1997). كان أوهاغان شريكا في مكتب المحاماة يمثل جراند متروبوليتان، في حين كان ينظر في عرض مناقصة لشركة بيلسبوري. استخدم أوهاغان هذه المعلومات الداخلية عن طريق شراء خيارات الاتصال على الأسهم بيلسبوري، مما أدى إلى أرباح أكثر من 4.3 مليون دولار. ادعى أوهاغان أنه لا هو ولا شركته مدينين بضمان ائتماني في بيلسبوري، لذلك لم يرتكب عمليات احتيال عن طريق شراء خيارات بيلسبوري.
رفضت المحكمة حجج أوهاغان وأيدت إدانته.
«نظرية الاختلاس» يرتكب الشخص الغش «فيما يتعلق» بمعاملة الأوراق المالية، وبالتالي ينتهك 10 (ب) والقاعدة 10b-5، عندما يسيء استخدام المعلومات السرية لأغراض تداول الأوراق المالية، في انتهاك الواجب على مصدر المعلومات.بموجب هذه النظرية، فإن الاستخدام الائتماني غير المكشوف، الذي يخدم المصالح الذاتية لمعلومات المدير لشراء أو بيع الأوراق المالية، في خرق لواجب الولاء والسرية، يحجب مبدأ الاستخدام الحصري للمعلومات. بدلا من المسؤولية المسبقة عن العلاقة الائتمانية بين المطلعين على الشركة والمشتري أو البائع من أسهم الشركة، فإن المسؤولية عن اختلاس مسؤولية المباني على خداع الأمانة وتحول التداول إلى أولئك الذين كلفوا بالوصول إلى المعلومات السرية.
اعترفت المحكمة على وجه التحديد بأن معلومات الشركة هي ممتلكاتها: "المعلومات السرية للشركة ... تؤهل كممتلكات تملك الشركة الحق في استخدامها حصريا، والاختلاس غير المعلن عنها من هذه المعلومات في انتهاك للواجب الائتماني ... الاحتيال هو شيء أقرب إلى الاختلاس - "
في عام 2000، أصدر المجلس الأعلى للأوراق المالية القاعدة 10b5-1 من (إس إ سي) التي تحدد التداول«على أساس» المعلومات الداخلية في أي وقت يتداول فيه الشخص في الوقت الذي يتداول فيه الشخص على علم بالمعلومات المادية غير المعلنة. لم يعد دفاعا عن أحد يقول إن أحدا كان سيجعل التجارة على أية حال. أنشأت القاعدة دفاعا إيجابيا عن الصفقات المخططة مسبقا.
في عام 2014، في قضية الولايات المتحدة ضد نيومان، أشارت محكمة الاستئناف الأمريكية للدائرة الثانية إلى قرار المحكمة العليا في ديركس، وقضت أنه من أجل «المرتشي» (الشخص الذي تلقى معلومات من الداخل واستخدم تلك المعلومات) ليكون مذنبا من التداول من الداخل، يجب أن يكون التيبي على علم بأنه ليس فقط أن تلك المعلومات التي سربها عبارة عن معلومات داخلية، ولكن يجب أيضا أن يكون على علم بأن من سرب المعلومات من الداخل فعل ذلك لغرض غير لائق (مثل منفعة شخصية). خلصت المحكمة إلى أن انتهاك الجهة الداخلية للواجب الائتماني بعدم الإفراج عن المعلومات السرية - في غياب غرض غير لائق من جانب المطلع - لا يكفي للمسؤولية الجنائية التي تفرض على المطلعين أو على التيبي.
في عام 2016، في قضية سلمان ضد الولايات المتحدة، رأت المحكمة العليا في الولايات المتحدة أن الفائدة التي يجب أن يحصل عليها التيبي كمسؤولية لمحاكمة تاجر من الداخل لا تكون مالية، وأن إعطاء «هدية» من طرف إلى أحد أفراد الأسرة هو افتراضيا فعليا للاستفادة الشخصية غير المادية من صاحب الرشوة.

### بواسطة أعضاء الكونغرس
لا يعفى أعضاء الكونجرس الأمريكي من القوانين التي تحظر التداول من الداخل. لأنهم عموما ليس لديهم علاقة سرية مع مصدر المعلومات التي يتلقونها، على الرغم من أنهم لا ينطبق عليهم التعريف المعتاد ل «عميل من الداخل». مع ذلك، فإن قواعد مجلس النواب قد تعتبر أن التداول داخل الكونجرس من الداخل غير أخلاقي. وجدت دراسة أجريت عام 2004 أن مبيعات وشراء الأسهم من قبل أعضاء مجلس الشيوخ تفوقت على السوق بنسبة 12.3٪ سنويا. يشير بيتر شفايزر إلى عدة أمثلة على التداول الداخلي من قبل أعضاء الكونغرس، بما في ذلك الإجراءات التي اتخذها سبنسر باخوس عقب اجتماع خاص خلف الأبواب في مساء 18 سبتمبر 2008 عندما أبلغ هانك بولسون وبن برنانكي أعضاء الكونغرس عن أزمة مالية وشيكة، ثم قلل باخوس الأسهم في صباح اليوم التالي، وصرف أرباحه في غضون أسبوع. حضر الاجتماع أيضا السيناتور ديك دوربين بنفسه وجون بوينر؛ في اليوم نفسه (التجارة فعالة في اليوم التالي)، باعت دوربين أسهم صناديق الاستثمار بقيمة 42.696 $، وأعادت استثمار كل شيء مع وارن بافيت. أيضا في اليوم نفسه (تجارة فعالة في اليوم التالي)، انتخب عضو مجلس النواب بوينر من صندوق الاستثمار المشترك.
 في أيار / مايو 2007، تم تقديم مشروع قانوني بعنوان «وقف التداول في قانون المعرفة في الكونغرس» أو «قانون الأسهم» من شأنه أن يدين موظفي الكونغرس والفيدراليين المسؤولين عن صفقات الأسهم التي يقومون بها باستخدام المعلومات التي اكتسبوها من خلال وظائفهم، وكذلك تنظيم المحللين أو «الاستخبارات السياسية» الشركات التي تراقب أنشطة الحكومة. تم إصدار قانون الأسهم لعام 2012 في 4 أبريل 2012.

### باستخدام المعلومات الصادرة من الكونغرس
في عام 2014، أصدر المدعون العامون الاتحاديون أمر بإحضار إلى لجنة طرق وأساليب مجلس النواب، وبريان سوتر، مدير شؤون موظفي اللجنة الفرعية للرعاية الصحية، فيما يتعلق بتحرك الأسعار في الأسهم قبل إقرار قانون موات للشركات المعنية. أرسلت رسالة بالبريد الإلكتروني بواسطة "شركة الأبحاث السياسية التي مقرها واشنطن تتنبأ بتغيير [في القانون] لزبائنها في وول ستريت، وكان هذا التنبيه، بدوره، مبني جزئيا على المعلومات المقدمة إلى الشركة بواسطة ما قام به مساعد سابق في مجال الرعاية الصحية بالكونغرس بتحويل جماعات الضغط، وفقا لرسائل البريد الإلكتروني التي استعرضتها مجلة [وول ستريت] في عام 2013.

## تحليل الأمن
يقوم محللو الأمن بتجميع وتحليل المعلومات، والتحدث إلى ضباط الشركات وغيرهم من المطلعين، وإصدار توصيات للتجار. بالتالي فإن أنشطتها يمكن أن تعبر بسهولة الخطوط القانونية إذا لم تكن حذره بشكل خاص. يذكر معهد كفا في مدونة قواعد السلوك أنه ينبغي على المحللين بذل كل جهد ممكن لجعل جميع التقارير متاحة لجميع عملاء الوسيط في الوقت المناسب.ينبغي على المحللين ألا يبلغوا أبدا عن أية معلومات غير علنية، إلا في محاولة لإتاحة هذه المعلومات لعامة الناس. مع ذلك، قد تحتوي تقارير المحللين على مجموعة متنوعة من المعلومات التي يتم تجميعها معا دون انتهاك قوانين التداول الداخلي، بموجب نظرية الفسيفساء. قد تتضمن هذه المعلومات معلومات غير مادية غير علنية، وكذلك معلومات عامة عن المواد، قد تزداد قيمتها عند تجميعها وتوثيقها بشكل صحيح.

## نزاعات من أجل التشريع
قال بعض الاقتصاديين وعلماء القانون (مثل هنري مان، وميلتون فريدمان، وتوماس سويل، ودانيال فيشيل، وفرانك إتش إيستيربروك) أنه ينبغي إلغاء القوانين ضد التداول من الداخل. هم يدعون أن التداول من الداخل على أساس المعلومات المادية غير العامة يفيد المستثمرين، بشكل عام، عن طريق إدخال معلومات جديدة بسرعة أكبر في السوق.
قال فريدمان، الحائز على جائزة نوبل التذكارية في الاقتصاد: «تريد المزيد من التداول من الداخل، وليس أقل، وكنت تريد أن تعطي الناس على الأرجح لديهم معرفة حول أوجه القصور في الشركة حافزا لجعل الجمهور على بينة من ذلك». لم يعتقد فريدمان أن التاجر يجب أن يطلب منه جعل تجارته معروفة للجمهور، لأن ضغوط البيع أو البيع نفسها هي معلومات للسوق.
يرى النقاد الآخرون أن التداول من الداخل هو فعل ضحية: فالمشتري الراغب والبائع المستأجر يوافقان على الاتجار بالممتلكات التي يملكها البائع، دون عقد مسبق (وفقا لهذا الرأي) بين الطرفين للامتناع عن التداول إذا كان هناك معلومات غير متماثلة. وصف (ذا أتلانتيك) العملية بأنها «أقرب ما يمكن أن يكون تمويل الحديث جريمة مجهولة».
يتساءل المدافعون عن إضفاء الصبغة القانونية أيضا على سبب «التداول» حيث يكون لدى أحد الطرفين معلومات أكثر من غيرها، وهو قانوني في أسواق أخرى مثل العقارات، وليس في سوق الأوراق المالية. على سبيل المثال، إذا علم الجيولوجي أن هناك احتمال كبير لاكتشاف النفط تحت أرض فارمر سميث، قد يكون له الحق في جعل سميث عرضا للأرض، وشرائه، دون أن يقول أولا فارمر سميث من البيانات الجيولوجية. مع ذلك، يمكن أن تحدث الظروف عندما يكون الجيولوجي قد ارتكب الاحتيال إذا كان، لأنه يدين واجبا للمزارع، وقال انه لم يكشف عن المعلومات (على سبيل المثال، حيث تم تعيين الجيولوجي من قبل فارمر سميث لتقييم الجيولوجيا من المزرعة).
يؤدي دعاة إضفاء الطابع القانوني على نزاعات حرية التعبير. العقاب على التواصل حول تطور ذات الصلة إلى سعر السهم في اليوم التالي قد يبدو عملا من الرقابة. إذا كانت المعلومات التي يتم نقلها هي معلومات خاصة وتم التعاقد مع الشركة من الداخل لعدم تعريضها، فإنه ليس لديه الحق في توصيلها أكثر من أنه سوف يخبر الآخرين عن تصاميم المنتجات الجديدة السرية للشركة أو الصيغ أو كلمات مرور الحساب المصرفي.
 استخدم بعض المؤلفين هذه الحجج لاقتراح التشريع على التداول الداخلي على المعلومات السلبية (ولكن ليس على المعلومات الإيجابية). بما أن المعلومات السلبية كثيرا ما يتم حجبها عن السوق، فإن التداول على هذه المعلومات له قيمة أعلى للسوق من التداول على المعلومات الإيجابية.
هناك قوانين محدودة جدا ضد «التداول الداخلي» في أسواق السلع الأساسية، إذا لم يكن مفهوم «داخلي» مشابها على الفور للسلع نفسها (الذرة والقمح والصلب وغيرها). مع ذلك، فإن الأنشطة المماثلة مثل تشغيل الجبهة الغير قانونية بموجب قوانين تجارة السلع الآجلة والعقود الآجلة الأمريكية. على سبيل المثال، يمكن أن يتقاضى وسيط السلع بالاحتيال من خلال تلقي أمر شراء كبير من عميل (واحد من المرجح أن تؤثر على سعر تلك السلعة) ومن ثم شراء تلك السلعة قبل تنفيذ أمر العميل للاستفادة من الزيادة المتوقعة في الأسعار.

## تسويق
وفر ظهور الإنترنت محفلا لتسويق التداول على المعلومات الداخلية. في عام 2016، تم تحديد عدد من المواقع في الإنترنت المظلم باعتبارها أسواقا حيث يتم شراء هذه المعلومات غير العامة وبيعها. واحد على الأقل من هذه المواقع يستخدم بيتكوين لتجنب قيود العملة وتعطيل التتبع. توفر هذه المواقع أيضا مكانا لتقديم طلبات للحصول على معلومات عن الشركات، حيث يمكن استخدام المعلومات غير العامة لأغراض  غير تجارة الأسهم.

## الاختلافات القانونية بين الولايات القضائية
تختلف الولايات المتحدة والمملكة المتحدة في طريقة تفسير القانون وتطبيقه فيما يتعلق بالتجارة الداخلية. في المملكة المتحدة، فإن القوانين ذات الصلة هي قانون العدالة الجنائية لعام 1993، الجزء الخامس، الجدول 1؛ قانون الخدمات والأسواق المالية لعام 2000، الذي يعرف جريمة على أنها«إساءة استخدام الأسواق»، ولائحة الاتحاد الأوروبي رقم 596/2014. والمبدأ هو أنه من غير القانوني الاتجار على أساس معلومات حساسة للسوق غير معروفة عموما. هو نطاق أوسع بكثير بموجب القانون الأمريكي. الاختلافات الرئيسية من قانون الولايات المتحدة هي أنه ليس هناك حاجة إلى أي علاقة إما المصدر للأمن أو الرشوة؛ كل ما هو مطلوب هو أن الطرف المذنب المتداول (أو يسبب التداول) في حين وجود معلومات داخلية، وليس هناك شرط سسينتر بموجب قانون المملكة المتحدة.
أصدرت اليابان قانونها الأول ضد التداول من الداخل في عام 1988. قال رودريك سيمان: «حتى اليوم الكثير من اليابانيين لا يفهمون لماذا هذا غير قانوني، والواقع أنه كان من السابق المنطقي لتحقيق ربح من علمك».
في مالطا، يتبع القانون النموذج الأوسع نطاقا في أوروبا. القانون الأساسي هو قانون منع إساءة استعمال الأسواق المالية لعام 2005، بصيغته المعدلة. شملت الأعمال السابقة قانون إساءة معاملة الأسواق المالية في عام 2002، وقانون التعامل الداخلي مع إساءة استخدام الأسواق لعام 1994.
تنص وثيقة المنظمة الدولية لهيئات الأوراق المالية (إوسكو) حول «أهداف ومبادئ تنظيم الأوراق المالية» (التي تم تحديثها حتى عام 2003) على أن الأهداف الثلاثة للتنظيم الجيد لسوق الأوراق المالية هي:
1. حماية المستثمر.
2. التأكد من أن الأسواق عادلة وفعالة وشفافة.
3. الحد من المخاطر النظامية.

تنص مناقشة «المبادئ الأساسية» على أن «حماية المستثمرين» في هذا السياق تعني «ضرورة حماية المستثمرين من الممارسات المضللة أو المضللة أو الاحتيالية، بما في ذلك التداول من الداخل أو التشغيل الأمامي أو التداول بواسطة العملاء وإساءة استخدام أصول العملاء». أكثر من 85 في المئة من المنظمين في سوق الأوراق المالية والسلع في العالم أعضاء في أوسكو ووقعت على هذه المبادئ الأساسية.
يستخدم البنك الدولي وصندوق النقد الدولي الآن المبادئ الأساسية للمنظمة في استعراض الصحة المالية للأنظمة التنظيمية للبلد المختلف كجزء من برنامج تقييم القطاع المالي لهذه المنظمة، ومن ثم فإن القوانين ضد التداول الداخلي استنادا إلى المعلومات غير العلنية تتوقعها الآن المنظمات الدولية تواصلا اجتماعيا. يختلف تطبيق قوانين التداول الداخلي من بلد لآخر، ولكن الغالبية العظمى من الولايات القضائية تجرم هذه الممارسة، على الأقل من حيث المبدأ.
يدعي لاري هاريس أن الاختلافات في فعالية البلدان التي تقيد التجارة الداخلية تساعد على تفسير الاختلافات في التعويض التنفيذي بين تلك البلدان. الولايات المتحدة، على سبيل المثال، لديها رواتب كبار المديرين التنفيذيين أعلى بكثير من اليابان أو ألمانيا، حيث يكون التداول الداخلي أقل فعالية من حيث التقييد.

## دولياً

### الاتحاد الأوروبي
في عام 2014، اعتمد الاتحاد الأوروبي تشريعات العقوبات الجنائية لتعليمات إساءة استخدام الأسواق. وافقت جميع الدول الأعضاء في الاتحاد الأوروبي على فرض عقوبة قصوى بالسجن لمدة أربع سنوات على الأقل في الحالات الخطيرة للتلاعب بالسوق والتعامل مع الداخل، وعلى الأقل عامين عن الكشف غير السليم عن المعلومات الداخلية.

### النرويج
في عام 2009، حكم على صحفي في نتافيسن (توماس غولبراندسن) بالسجن لمدة 4 أشهر بتهمة التداول من الداخل.
كان أطول حكم بالسجن في محاكمة نرويجية حيث كان التهمة الرئيسية هي التداول من الداخل، لمدة 8 سنوات (علقت 2 منها) عندما أدين أنجيل في محكمة محلية في 9 ديسمبر 2011.

### المملكة المتحدة
على الرغم من أن التداول من الداخل في المملكة المتحدة كان غير قانوني منذ عام 1980، ثبت أنه من الصعب النجاح بمحاكمة الأفراد المتهمين بالتداول من الداخل. كان هناك عدد من الحالات السيئة السمعة التي تمكن فيها الأفراد من الفرار من الملاحقة القضائية. بدلا من ذلك اعتمدت الهيئات التنظيمية في المملكة المتحدة على سلسلة من الغرامات لمعاقبة انتهاكات السوق.
كانت هذه الغرامات ينظر إليها على نطاق واسع على أنها رادع غير فعال (كول، 2007)، وكان هناك بيان نوايا بواسطة منظم المملكة المتحدة (هيئة الخدمات المالية) لاستخدام صلاحياتها لإنفاذ التشريعات (وتحديدا الخدمات المالية والأسواق قانون 2000). في الفترة ما بين 2009-2012، أصدر الجيش الحر 14 حكما بالإدانة فيما يتعلق بالتعامل الداخلي.

### الولايات المتحدة
عام 2012، أدانت هيئة المحلفين كل من رجات غوبتا، التي كانت شريكا إداريا في شركة ماكينزي وشركائها ومدير شركة غولدمان ساكس وشركة بروكتر وغامبل، لتسريب المعلومات الداخلية لمديرالمحفظة الوقائية راج راجاراتنام. حوكمت قضية مكتب المدعي العام للولايات المتحدة في المنطقة الجنوبية من نيويورك بريت بهارارا.
مع نداء مذنب من قبل بيركنز هيكسون في عام 2014 للتداول من الداخل من 2010-2013 بينما في إيفركور بارتنرز، قال بهارارا في بيان صحفي أن 250 من المدعى عليهم الذين اتهم مكتبه منذ أغسطس 2009 قد أدينوا الآن.
في 10 ديسمبر / كانون الأول 2014، ألغت محكمة استئناف اتحادية إدانات المتداولين من الداخل لتجارين سابقين في صندوق التحوط، تود نيومان وأنطوني شياسون، استنادا إلى التعليمات «الخاطئة» التي قدمها قاضي المحاكمة إلى المحلفين. كان من المتوقع أن يؤثر القرار على الاستئناف من الإدانة المستقلة من الداخل من قبل مدير محفظة ساك كابيتال السابق مايكل شتاينبرغ والمحامي الأمريكي و (إس إ سي) في عام 2015 لم تسقط قضاياهم ضد شتاينبرغ وغيرها.
في عام 2016، أدين شون ستيوارت، المدير الإداري السابق في بيريلا واينبرغ بارتنرز لب ونائب الرئيس في جي بي مورجان تشيس، في مزاعم كان يميل والده إلى صفقات الرعاية الصحية المعلقة. كان الأب، روبرت ستيوارت، قد اعترف سابقا بالذنب ولكنه لم يشهد خلال محاكمة ابنه. قيل إن الأب دفع عن طريق التعويض عن الطرف، أكثر من 10.000 دولار لمصور زفاف شون.
في عام 2017، أدين وليام تي. والترز، مدرب رياضةلاس فيغاس، بتخصيص 40 مليون دولار على معلومات خاصة لشركة دين للأغذية التابعة لشركة دالان للأغذية. ساعده مدير شركة والترز، ومدير الشركة توماس ديفيس، الذي يعمل بخلايا هاتفية مدفوعة مسبقا، وأحيانا على كلمات «دالاس كاوبويز» ل دين فودز، من 2008 إلى 2014 في تحقيق الأرباح وتجنب الخسائر في الأسهم، في المحاكمة، ذكر المستثمر كارل Cإيكان فيما يتعلق بتجارة والترز ولكن لم توجه إليه تهمة. غولفر فيل ميكيلسون «خلال المحاكمة كشخص كان قد تداول في أسهم دين فود، وكان يدين مرة واحدة ما يقرب من مليوني دولار في ديون القمار ل» والتر. ميكيلسون «بحوالي مليون دولار من أسهم دين للأغذية، ووافق على التخلي عن تلك الأرباح في قضية مدنية ذات صلة قدمتها لجنة الأوراق المالية والبورصات». قال محامو والترز إنه سيطعن في الحكم.

### كندا
في عام 2008، كشفت الشرطة مؤامرة التداول من الداخل التي تنطوي على شارع خليج ومحامي وول ستريت جيل كورنبلوم ومحامي آخر، ستان غرموفسك، الذين وجد أنهم اكتسبوا أكثر من 10 ملايين دولار كأرباح غير قانونية على مدى 14 عاما. انتحر كورنبلوم قبل توجيه التهم الجنائية له. اعترف غرموفسك بالذنب وحكم عليه بالسجن لمدة 39 شهرا. كانت هذه أطول فترة تفرض على التجارة الداخلية في كندا. تم استكشاف هذه الجرائم في كتاب مارك كواكلي لعام 2011 غير الخيالي، (الرشوة والتجارة).

### الصين
في 1 أكتوبر 2015، تم القبض على مدير الصندوق الصيني شو شيانغ بسبب التداول من الداخل.

### الهند
التجارة الداخلية في الهند هي جريمة وفقا للقسم 195 من قانون الشركات لعام 2013 والقسم 12A، 15G من قانون الأوراق المالية والبورصة في الهند قانون، 1992. التداول من الداخل هو عندما يحاول شخص الوصول إلى معلومات غير عامة، معلومات حساسة للسعر أو الأوراق المالية للشركة أو يشتريها أو يبيعها أو يتعامل معها أو يوافق على القيام بذلك أو يشرف آخر على أن يقوم بدور الوكيل أو الوكيل نفسه. المعلومات الحساسة للأسعار هي المعلومات التي تؤثر بشكل جوهري على قيمة الأوراق المالية. العقوبة على التداول من الداخل هي السجن الذي قد يمتد إلى خمس سنوات، بحد أدنى خمسة لاخ روبية (خمسمائة ألف) إلى خمسة وعشرين كرور روبية (مائتان وخمسين مليون) أو ثلاثة أضعاف الأرباح التي تحققت؛ أيا كان الأعلى فيهما.

#### معايير التداول الداخلي القانوني
التداول الداخلي هو قانوني طالما يتم الكشف عن حيازات وتداول الأوراق المالية للشركة من قبل المطلعين. يكشف أي شخص آخر مرتبط أو مجموعة من الأشخاص المتصلين عن ممتلكاتهم بموجب هذه اللائحة.
جوهر هذه القواعد هو أن داخل الشركة لا يمكن أن يتم به تداول هذه المعلومات الغير علنية حتى يتم الكشف عن هذه المعلومات، ولا يمكن إبعاد الناس عن استخدام المعلومات غير العامة.

##### توجيهات (إس إ بي أي) للإبلاغ عن المتهمين بالتجارة الداخلية
1. يجب على المروجين والموظفين الإداريين الرئيسيين ومدير كل شركة مدرجة أوراقها المالية في أي بورصة معترف بها أن يكشف عن حيازه للأوراق المالية في غضون 30 يوما من بدء سريان هذه اللوائح.
2. يجب على كل شخص يتم تعيينه كموظف إداري رئيسي أو مدير الشركة أو عندما يصبح مروجا أن يفصح عن حيازة أوراق مالية للشركة خلال 7 أيام من تاريخ تعيينه للشركة.
3. يجب على كل مروج أو مدير أو موظف بالشركة أن يفصح للشركة عن عدد الأوراق المالية التي تم الحصول عليها أو التخلص منها خلال يومين من هذه المعاملة إذا تجاوزت قيمة الأوراق المالية المتداولة من خلال صفقة واحدة أو سلسلة من المعاملات في ربع سنة تقويمية 10 لكح روبية أو أي قيمة أخرى كما هو منصوص عليه.
4. يتعين على الشركة أن تبلغ في غضون يومين من استلام هذا الكشف إلى البورصة
5. يصدر الإبلاغ عن الشخص المتصل على النحو المطلوب من الشركة.

### الفلبين
بموجب القانون الجمهوري رقم 8799 أو قانون تنظيم الأوراق المالية، التداول في الفلبين يعد غير قانوني.